# Edwin Roxburgh
Edwin Roxburgh (Liverpool, 6 november 1937) is een Brits componist, hoboïst en dirigent. 
Zijn  muzikale carrière begint met het bespelen van de hobo, hij geraakt tot in het National Youth Orchestra van Engeland. Daarna kreeg hij een beurs om te gaan studeren aan het Royal College of Music in Londen; compositie bij Herbert Howells en hobo bij Terende MacDonagh. Gedurende 1960-1961 studeerde hij in Parijs bij Nadia Boulanger, die hem de opvolger van  Igor Strawinski vond en in Florence bij Luigi Dallapicolla.  Eenmaal terug in Engeland ging hij dirigeercursussen volgen bij George Hurst in Cambridge. Na die studies betrok hij de functie van hoboïst bij het orkest van de Sadler’s Wells Opera en begon zelf les te geven aan het Royal College of Music. Hij richtte daar het Twentieth Century Ensemble op. Nog steeds vol van de hobo geeft hij samen met Leon Goossens een instructieboek voor dat instrument uit. 
In 2004/2005 wordt hij Hoofd Compositie aan het Conservatorium van Birmingham.
Zijn leerlingen zijn onder meer Daniel Giorgetti, Kenneth Hesketh, Dai Fujikura en Stepen Mark Barchan.
Diverse werken van hem zijn in de prijzen gevallen. Mede daardoor ontvangt hij regelmatig opdrachten voor het leveren van nieuwe composities.